# Oskar Heil
Oskar Ernst Heil (* 20. März 1908 in Langwieden; † 15. Mai 1994 in San Mateo) war ein deutscher Physiker und Entwickler von Lautsprechern.

## Leben
Heil studierte Physik, Chemie, Mathematik und Musik und wurde 1933 an der Georg-August-Universität Göttingen mit einer Arbeit über Molekülspektroskopie promoviert. Dort lernte er die Physikerin Agnessa Arsenjewa (1901–1991) kennen, die unter Professor Dmitri Roschanski (1882–1936) gearbeitet hatte. Sie heirateten 1934 in Leningrad.
Das Paar reiste nach Großbritannien und arbeitete mit Ernest Rutherford am Cavendish-Laboratorium in Cambridge. Am 2. März 1934 meldete Heil ein Patent an, in dem er kapazitiv wirkende Steuerelektroden an Halbleitern vorschlug. Damit war er maßgeblich beteiligt an der Entwicklung des Feldeffekttransistor.
Auf einer Italienreise schrieb das Paar in Bormio den Artikel „Über eine neue Methode zur Erzeugung kurzer ungedämpfter elektromagnetischer Wellen großer Intensität“. Sie beschrieben darin ein neues Prinzip zur Schwingungserzeugung, bei dem die Schwingungsenergie aus einem Elektronenstrahl ausgekoppelt wird, ohne dass die Elektroden von schwingenden Elektronen getroffen werden. Nach ihrer Berechnung können sich bis zu 35 % der Elektronenstrahlenergie in Schwingungsenergie verwandeln. Veröffentlicht wurde es 1935 in der Zeitschrift für Physik.
In Deutschland und USA fand diese Arbeit, die das Grundprinzip des Klystrons beschreibt, damals wenig Beachtung.
Heil kehrte allein nach England zurück. Er arbeitete dort bis kurz vor Ausbruch des Zweiten Weltkriegs bei Standard Telephones and Cables u. a. an der Entwicklung von Mikrowellenröhren, kehrte nach Deutschland zurück und arbeitete im Senderöhrenlaboratorium der C. Lorenz AG in Berlin-Tempelhof an der Entwicklung eines später nach ihm benannten Mikrowellengenerators. Er folgte 1947 einer Einladung in die USA und gründete 1963 nach wissenschaftlicher Arbeit und Industrietätigkeit in Belmont (Kalifornien) das Unternehmen Heil Scientific Labs Inc..
Aus seinen Untersuchungen der grundlegenden Charakteristiken des menschlichen Gehörs (und nicht etwa der abstrakten Theorie, wie ein Lautsprecher arbeiten sollte) entwickelte er das Grundprinzip des Air Motion Transformers, das er sich 1969 patentieren ließ. Als „Heil-AMT“-Hochtöner wurde seine Erfindung seit den frühen 1970er Jahren von der US-amerikanischen Lautsprecherfirma ESS in HiFi-Lautsprecherboxen vermarktet. Seit Auslaufen des Patentschutzes verbauen auch andere Lautsprecherhersteller AMT-Chassis, darunter ELAC, Mundorf, MBHO, ARES, BEYMA, ETON, Klangmeister-Ecouton, Adam Audio, Eve Audio, HEDD Audio und Wharfedale.

## Trivia
Die Firma Abacus Electronics hat einen Lautsprecher als Hommage an Oskar Heil Oscara benannt.

## Werke
- O. Heil, S. Vogel: Pulse heating of materials by highly concentrated electron beams. Defense Technical Information Center, 1962, OCLC 227278342.
- O. Heil: Tetrahedron Flow Beam Geometry for Microwave Tubes. Defense Technical Information Center, 1969, OCLC 227640471.
- O. Heil: Metallizing and Evaluation of Boron Nitride Microwave Windows. Defense Technical Information Center, 1969, OCLC 227655057.